# Dome kamera
Et Dome kamera er et CCTV (Closed Circuit Television) kamera der er placeret i kamerahus udformet som en kuppel. Kameraet, der hovedsageligt bruges til overvågning, er som regel udstyret med motor, så kameraet kan styres til at kigge i en ønsket retning, for eventuelt at følge en hændelse.
Domekameraer monteres oftes i loftet, med tophængt beslag på væg eller tophængt beslag på en mast, og kan styres 360o rundt. Monteret med zoom går det under kategorien PTZ kamera (Pan – Tilt – Zoom), og leveres standard op til 42x optisk zoom.